# Mauro Baldi
Mauro Baldi (Reggio Emilia, Emilia-Romagna, Italija, 31. siječnja 1967.) je bivši talijanski vozač automobilističkih utrka. Godine 1977. osvojio je naslov prvaka u Renault 5 Eurocup prvenstvu i Talijanskom Renault 5 Eurocup prvenstvu,a 1981. naslov u Europskoj Formuli 3 za momčad Euroracing. U Formuli 1 je nastupao od 1982. do 1985., a najbolji rezultat je ostvario na Velikoj nagradi Nizozemske 1983. kada je u Alfa Romeu osvojio 5. mjesto. Na utrci 24 sata Le Mansa je nastupio trinaest puta od 1984. do 2000., a najbolji rezultat je ostvario 1994. kada je u bolidu Dauer 962 Le Mans zajedno s Yannickom Dalmasom i Hurleyjom Haywoodom, pobijedio u utrci.Zajedno s Jean-Louisom Schlesserom u momčadi Sauber Mercedes 1990. osvojio je naslov prvaka u World Sportscar prvenstvu. Na utrci 24 sata Daytone je pobijedio 1998. i 2002.

## Vanjske poveznice
- Mauro Baldi - Driver Database
- Mauro Baldi - Stats F1
- All Results of Mauro Baldi - Racing Sport Cars